# جین فوندا
جین سیمور فوندا (انگلیسی: Jane Seymour Fonda؛ زادهٔ ۲۱ دسامبر ۱۹۳۷) بازیگر و کنشگر آمریکایی است. او افتخارات گوناگونی از قبیل دو جایزهٔ اسکار، دو جایزهٔ فیلم بفتا، هفت جایزهٔ گلدن گلوب و یک جایزهٔ امی ساعات پربیننده دریافت کرده‌است. او علاوه بر این دریافت‌کنندهٔ جایزهٔ یک عمر دستاورد هنری بنیاد فیلم آمریکا و جایزهٔ گلدن گلوب سیسیل بی دمیل بوده‌است.
فوندا دختر فرانسیس فورد سیمور و هنری فوندا است. او در سال ۱۹۶۰ بازیگری را در برادوی با نمایشی آغاز کرد که برای آن نامزد دریافت جایزهٔ تونی شد. او در طول دههٔ ۱۹۶۰ با کمدی‌های دوره تعدیل (۱۹۶۲)، یکشنبه در نیویورک (۱۹۶۳)، کت بالو (۱۹۶۵)، پابرهنه در پارک (۱۹۶۷) و باربارلا (۱۹۶۸) به شهرت رسید. او دوبار برای کلوت (۱۹۷۱) و بازگشت به وطن (۱۹۷۸) برندهٔ جایزهٔ اسکار بهترین بازیگر زن شد. دیگر نامزدی‌های بعدی برای فیلم‌های جولیا (۱۹۷۷)، سندرم چین (۱۹۷۹)، کنار برکه طلایی (۱۹۸۱) و صبح روز بعد (۱۹۸۶) بود. همچنین فیلم‌های شوخی با دیک و جین (۱۹۷۷)، سوئیت کالیفرنیا (۱۹۷۸)، اسب سوار برقی (۱۹۷۹) و نه تا پنج (۱۹۸۰) با بازی او در گیشه موفق بودند.
فوندا در سال ۱۹۸۲ اولین ویدیوی ورزشی خود به‌نام تمرین جین فوندا را منتشر کرد که به پرفروش‌ترین VHS در تمام دوران تبدیل شد. او پس از یک سری فیلم‌های از لحاظ تجاری ناموفق از بازیگری کناره‌گیری کرد و سپس با فیلم موفق مادرشوهر هیولا (۲۰۰۵) به سینما بازگشت. اگرچه قانون جورجیا (۲۰۰۷) تنها فیلم دیگر او در دههٔ ۲۰۰۰ بود، اما در اوایل دههٔ ۲۰۱۰ فعالیت خود را بیشتر کرد. دیگر فیلم‌هایش سرخدمتکار (۲۰۱۳)، اینجا شما را ترک می‌کنم (۲۰۱۴)، جوانی (۲۰۱۵) و باشگاه کتاب (۲۰۱۸) هستند. فوندا در سال ۲۰۰۹ پس از ۴۹ سال غیبت به تئاتر برادوی بازگشت و برای نمایشی نامزد دریافت جایزهٔ تونی شد. او از سال ۲۰۱۵ تا ۲۰۲۲ در مجموعهٔ کمدی گریس و فرانکی ایفای نقش کرد که برایش نامزد دریافت جایزهٔ امی ساعت پربیننده شد.
فوندا در طول جنگ ویتنام کنشگر سیاسی بود. او به جنگ عراق و خشونت علیه زنان اعتراض نشان داده‌است و خود را یک فمینیست و فعال محیط زیست معرفی می‌کند. او پیش‌تر با فیلم‌نامه‌نویس روژه وادیم، فعال سیاسی تام هیدن و میلیارد رسانه‌ای تد ترنر ازدواج کرده بود.

## خانواده
وی در ۲۱ دسامبر ۱۹۳۷ در نیویورک سیتی، نیویورک به دنیا آمده‌است. پدرش «هنری فوندا» (۱۹۸۲–۱۹۰۵) هنرپیشه سینما و مادرش «فرنسیس فورد بروکا سیمور» (۱۹۵۰–۱۹۰۸) بود. مادر جین هنگامی که وی ۱۳ سن سال داشت خودکشی نمود.
برادرش پیتر فوندا و برادرزادهٔ‌اش بریجیت فوندا نیز هنرپیشه می‌باشند.
جین فوندا در دبیرستان اما ویلارد تحصیل نمود و از کالج واسر فارغ‌التحصیل شد.

## زندگی شخصی

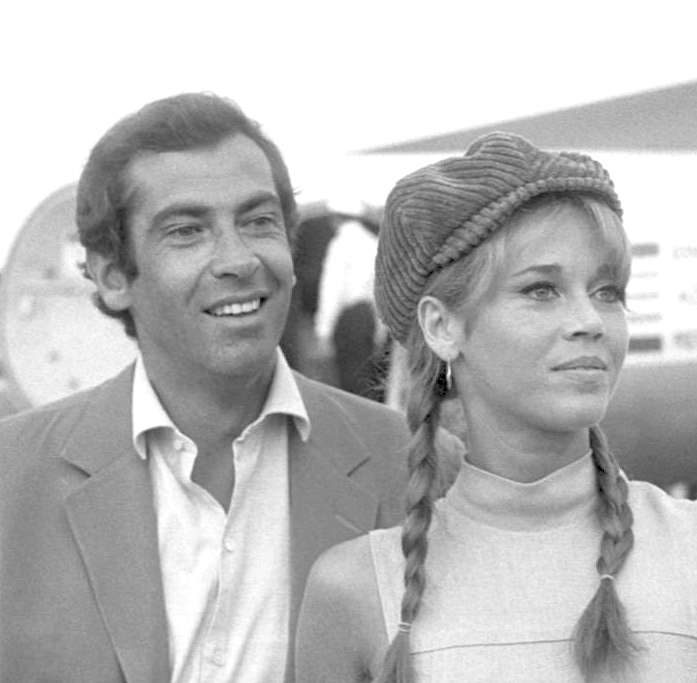
در آسفالت یک فرودگاه، راجر وادیم پشت جین فوندا قرار می گیرد. او به سمت چپ خود لبخند می زند و او با لبخندی بسیار خفیف به همان سمت نگاه می کند. او موهای قهوه ای پرپشتی دارد. او یک ژاکت خاکستری روشن و یک پیراهن سفید با یقه باز پوشیده است. او یک کلاه و موهای بلند قهوه ای روشن، با دو بافته است. او لباس خاکستری روشن با بازوهای برهنه و یقه مائو به تن دارد.

فوندا سه بار ازدواج نموده‌است. همسر نخست وی، روژه وادیم (ازدواج ۱۴ اوت ۱۹۶۵–۱۶ ژانویه ۱۹۷۳ طلاق) کارگردان سینما اهل فرانسه بود این زوج صاحب یک دختر «ونسان» (زاده ۲۸ سپتامبر ۱۹۶۸) شدند. همسر دوم فوندا، تام هایدن (ازدواج ۱۹ ژانویه ۱۹۷۳–۱۹ ژوئن ۱۹۹۰ طلاق) فعال اجتماعی و سیاسی بود از وی صاحب فرزند یک پسر «تروی گریتی» (زاده ۷ ژوئیه ۱۹۷۳) شد و آخرین ازدواج وی نیز با تد ترنر (ازدواج ۲۱ دسامبر ۱۹۹۱–۲۲ مه ۲۰۰۱ طلاق) مالک غول رسانه‌ای سی‌ان‌ان بود هر سه این ازدواج‌ها به طلاق انجامیده‌است.
وی از دوستان نزدیک فرح دیبا است.
فوندا در سپتامبر ۲۰۲۲ گفت که به لنفوم غیرهاجکین مبتلا شده‌است و مراحل شیمی‌درمانی را آغاز کرده‌است.

## جوایز
- جایزه اسکار بهترین بازیگر نقش اول زن (۱۹۷۱)
- جایزه اسکار بهترین بازیگر نقش اول زن (۱۹۷۸)
- ۳۰ام جایزه گلدن گلوب بهترین بازیگر زن فیلم درام (۱۹۷۲)
- ۳۵ام جایزه گلدن گلوب بهترین بازیگر زن فیلم درام (۱۹۷۸)
- ۳۶ام جایزه گلدن گلوب بهترین بازیگر زن فیلم درام (۱۹۷۹)
- ۳۲ام جایزه بفتای بهترین بازیگر نقش اول زن (۱۹۷۸)
- ۳۳ام جایزه بفتای بهترین بازیگر نقش اول زن (۱۹۷۹)
- جایزه حلقه منتقدان فیلم نیویورک برای بهترین بازیگر نقش اول زن (۱۹۶۹)
- جایزه امی ساعات پربیننده برای بهترین بازیگر زن در مجموعه کوتاه یا فیلم تلویزیونی (۱۹۸۴)
- ۷۸ام جایزه گلدن گلوب سیسیل بی دمیل (۲۰۲۱)
- فهرست ستاره‌های پیاده‌رو شهرت هالیوود
- فهرست بازیگران برنده دو یا چند جایزه اسکار در رشته‌های بازیگری

## بخشی از فیلم‌شناسی
- گزارش چاپمن (۱۹۶۲) در نقش کاتلین بارکلی
- یکشنبه در نیویورک (۱۹۶۳) در نقش اِلین تایلر
- دایره عشق (۱۹۶۴) در نقش سوفی
- خانه شادی (۱۹۶۴) در نقش ملیندا
- کت بالو (۱۹۶۵) در نقش کت بالو
- تعقیب (۱۹۶۶) در نقش آنا ریوز
- پابرهنه در پارک (۱۹۶۷) در نقش کوری براتر
- بشتاب غروب (۱۹۶۷) در نقش جولی آن وارن
- باربارلا (۱۹۶۸) در نقش باربارلا
- مگر آن‌ها اسب‌ها را خلاص نمی‌کنند؟ (۱۹۶۹) در نقش گلوریا
- کلوت (۱۹۷۱) در نقش بری دانیلز
- همه چیز روبه‌راه است (۱۹۷۲) در نقش سوزان
- نامه‌ای به جین (۱۹۷۲) در نقش خودش
- استیل یارد بلوز (۱۹۷۳) در نقش آیریس
- خانهٔ عروسک (۱۹۷۳) در نقش نورا
- شوخی با دیک و جین (۱۹۷۷) در نقش جین
- جولیا (۱۹۷۷) در نقش لیلیان هلمن
- سوارکاری می‌آید (۱۹۷۸) در نقش اِلا
- بازگشت به وطن (۱۹۷۹) در نقش سالی هاید
- سندروم چین (۱۹۷۹) در نقش کیمبرلی ولز
- سوارکار الکتریکی (۱۹۷۹) در نقش هالی مارتین
- نه تا پنج (۱۹۸۰) در نقش جودی
- واژگونی (۱۹۸۱)
- روی گلدن پاند (۱۹۸۱) در نقش چلسی تایر جونیر
- اگنس خدا (۱۹۸۵) در نقش دکتر مارتا لیوینگستون
- صبح روز بعد (۱۹۸۶) در نقش الکساندرا
- گرینگوی پیر (۱۹۸۹) در نقش هریت
- استنلی و ایریس (۱۹۹۰) در نقش آیریس کینگ
- مادرشوهر هیولا (۲۰۰۵) در نقش ویولا
- قانون جورجیا (۲۰۰۷)
- پیشخدمت (۲۰۱۳)
- جوانی (۲۰۱۵)
- پدران و دختران (۲۰۱۵)
- باشگاه کتاب: فصل بعدی (۲۰۲۳)